# Theodora Komnenovna (jeruzalémská královna)
Theodora Komnenovna (1145/1146? – po 1185? ) byla královna jeruzalémská z byzantské dynastie Komnenovců, neteř císaře Manuela I. a jedna z milenek budoucího císaře Andronika Komnena.

## Život
Theodora byla dcerou sebastokratora Izáka Komnena a jeho druhé manželky Ireny. Na jaře roku 1158 byla jako třináctiletá provdána za téměř třicetiletého jeruzalémského krále Balduina III. Sňatek následující po více než ročním vyjednávání o spojenectví měl posloužit k upevnění vztahů mezi Byzancí a křižáckým královstvím a nevěstino věno vyvedlo jeruzalémského krále z tíživé finanční situace.
Theodora svého manžela okouzlila, zamiloval se a po dobu manželství nevyhledával milostná dobrodružství. Zdá se, že mladá choť královy něžné city opětovala. Balduin však již tři roky po svatbě náhle onemocněl a zemřel. Nepodařilo se mu zplodit dědice a na trůn byl povolán jeho mladší bratr Amaury. 
Mladá vdova získala jako vdovský úděl město Akkon, kde se setkala se svým příbuzným Andronikem Komnénem, vynalézavým svůdcem krásných žen. Andronikos byl na útěku z Antiochie, kde se intimně sblížil s Filipou, císařovou švagrovou a sestrou knížete Bohemunda. Po Bohemundově apelu jej císař chtěl přimět k návratu domů, ale Andronikos se zmocnil pokladnice provincie Kilíkie, jíž byl v tu dobu guvernérem a utekl do Jeruzaléma. Tam okouzlil krále Amauryho a ten jej ustanovil vládcem Bejrútu. Theodora se do ženatého Andronika zamilovala a od roku 1167 s ním žila jako souložnice na jeho dvoře v Bejrútu. Doprovázela jej dokonce na dalším útěku do Damašku, kde se chtěl charismatický dobrodruh skrýt před zatykačem císaře Manuela na dvoře sultána Núr ad-Dína, což se mu i podařilo. Od nových tureckých dobrodinců získal hrad a spokojené živobytí loupeživého rytíře na černomořských hranicích řecké říše v Paflagonii.
Theodora měla z mileneckého poměru s Andronikem dvě děti, Alexia a Irenu, které se narodily během pobytu v Damašku. Později se i dětmi dostala do rukou Nikefora Palaiologa, byzantského guvernéra Trapezuntu a následně do zajetí císaře Manuela, jenž je držel v Konstantinopoli jako návnadu na Andronika. Andronikos se císaři roku 1180 skutečně podvolil, získal milost a složil přísahu věrnosti. Krátce po Manuelově smrti byl Andronikos uveden do čela konstantinopolského povstání proti regentské vládě císařovny Marie z Antiochie. Marii odsoudil k smrti uškrcením a malého císaře Alexia přiměl podepsat matčin rozsudek smrti. Alexia pak uvěznil a ve vězení nechal taktéž uškrtit. Poté pojal za manželku Anežku, Alexiovu dětskou choť.
Nejsou informace o Theodořině příchodu v Andronikově doprovodu zpět do Konstantinopole.